# خانه و موزه مقدم
خانه مقدم یا خانه موزهٔ مقدم دانشگاه تهران عمارتی تاریخی مربوط به اواخر دورهٔ قاجار در تهران است که منزل مسکونی خاندان احتساب‌الملک و مقدم‌ها بود و اکنون موزه اشیای تاریخی است.
این خانه موزه در آغاز، عمارتی بزرگ و مجلل و محل سکونت خاندان محمدتقی خان احتساب‌الملک از صاحب‌منصبان مشهور دربار قاجاریان و رئیس ادارهٔ احتسابیهٔ (شهرداری) تهران و وزیر مختار ایران در برن سوئیس، بوده که بعدها در اختیار فرزندش، محسن مقدم، استاد باستان‌شناسی دانشگاه تهران قرار می‌گیرد. او به همراه همسرش، سلما کویومجیان در خانهٔ پدری خود در تهران ساکن شد. محسن مقدم و سلما که زادهٔ بلغارستان و رئیس کتابخانه موزه ملی ایران بود، در کنار فعالیت‌های علمی، آثار و اشیاء فراوانی را با هدف حفظ میراث فرهنگی و تاریخی ایران گردآوری کردند.
محسن مقدم بسیاری از آثار ارزشمند جمع‌آوری شده مانند کاشی، قطعات سنگی تراشیده شده و غیره را با الهام از فضاهای سنتی ـ تاریخی به نحو چشمگیری در جای جای این عمارت قدیمی نصب کرد و برخی دیگر مانند کلکسیون پارچه، چپق و وافور و قلیان، سفالینه، شیشه، تابلو نقاشی، مسکوکات، مُهرها و اسناد تاریخی و غیره را با نظم و ترتیب خاصی در خانه پدری نگهداری نموده‌است. خانهٔ احتساب‌الملک یکی از یادگارهای تهران قدیم است که اکنون به موزه تبدیل شده‌است. این خانه در سال ۱۳۵۱ از سوی محسن مقدم پسر احتساب‌الملک به دانشگاه تهران اهدا شد.
محسن مقدم در سال ۱۳۶۶ ه‍.ش درگذشت و پس از مرگِ همسرش سلما، در سال ۱۳۶۹ ه‍. ش، تولیت موزه مقدم در اختیار مستقیم دانشگاه تهران قرار گرفت.
عمارت خانه مقدم مربوط به اواخر دورهٔ قاجار است و در تهران، در ضلع شمالی خیابان امام خمینی (سپه)، خیابان شیخ هادی واقع شده‌است. این اثر در تاریخ ۲۰ آذر ۱۳۷۹ با شمارهٔ ثبت ۲۹۲۹ به‌عنوان یکی از آثار ملی ایران به ثبت رسیده‌است.
محسن مقدم از بنیان‌گذاران دانشکدهٔ هنرهای زیبای دانشگاه تهران و استاد ممتاز این دانشگاه بود. نشان دانشگاه تهران (آرم دانشگاه) را که با الهام از تاریخ و فرهنگ کهن ایران طراحی کرده‌است، علی‌رغم همهٔ تحولات دهه‌های اخیر، هنوز هم بر سردر دانشگاه باقی است. او اولین ایرانی است که به دریافت نشان لژیون دو نور با درجهٔ «اوفیسیه» از طرف شارل دو گل رئیس‌جمهور فرانسه مفتخر شده‌است.
وی در مورد انگیزه خود برای وقف این مجموعه در سال ۱۳۵۱ گفته بود که پس از دیدن فلورانس و پاریس که هر کدام در حد یک موزه هستند متوجه شد که تهران به جز منظره البرز و  دماوند ـ که آن هم ساخته شهرداری نیست ـ آثار چندانی ندارد و از همان وقت تصمیم گرفت چنین مجموعه ای را فراهم کند.

## معماری بنا

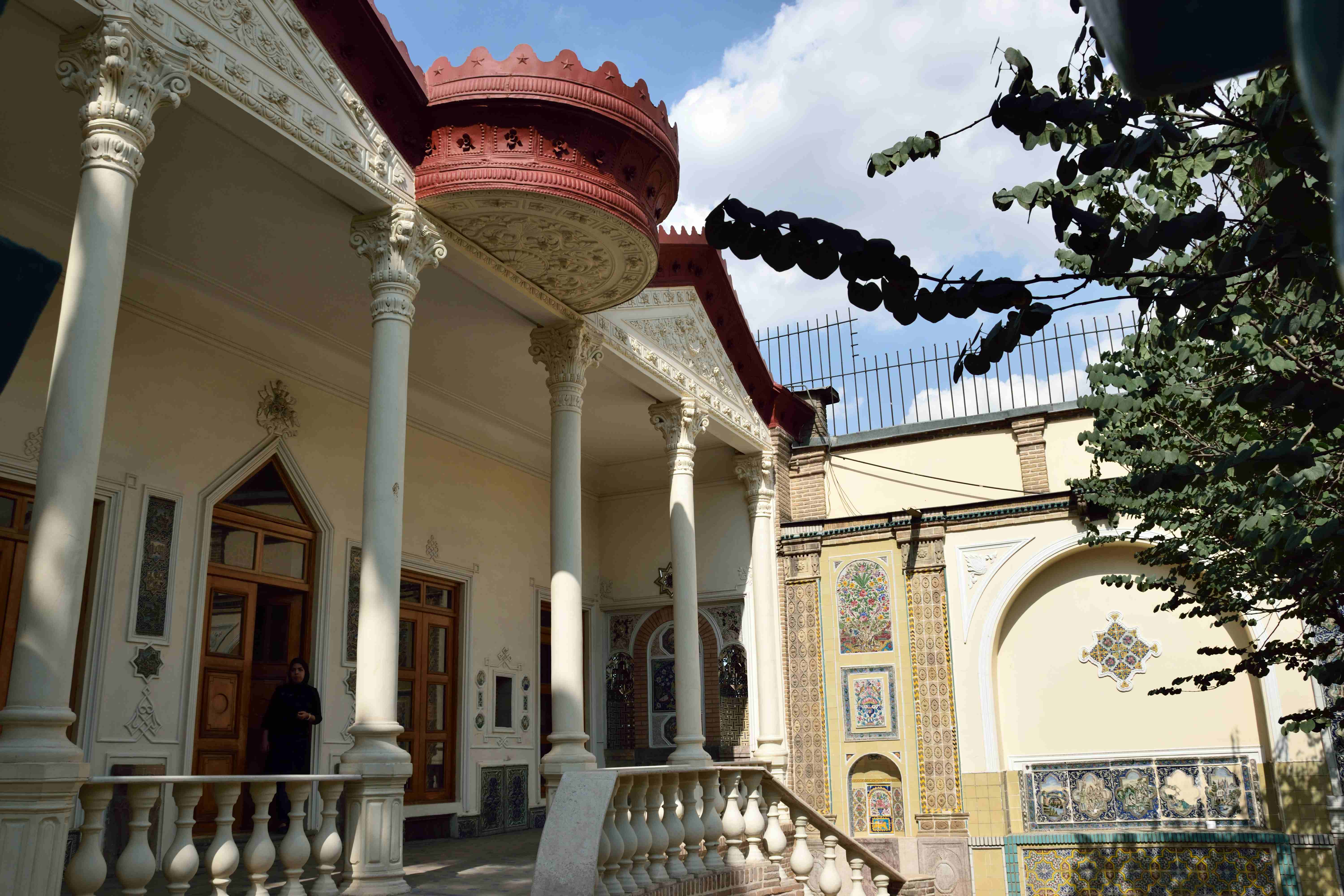

از ویژگی‌های بارز این موزه همگون بودن نسبی فضای معماری با آثار تاریخی موجود در آن است. فضایی که با مساحتی برابر با ۲۱۱۷ مترمربع شامل سه حیاط بیرونی، اندرونی و سرایداری است.

### حیاط بیرونی
ساختمان بیرونی (تابستانی) که در ضلع جنوبی حیاط بیرونی واقع شده و متشکل از دو بخش است:

#### اتاق پیشخوان
این مکان در زمان حیات محسن مقدم به عنوان اتاق جانبی سالن پذیرایی مورد استفاده قرار می‌گرفته‌است. در حال حاضر در بخشی از این اتاق به معرفی استاد مقدم و فعالیت‌های کاری و علمی ایشان در قالب عکس، لوازم شخصی و در بخشی دیگر به نمایش آثار تزئینی چوبی، وسایل آشپزخانه و صندوق خانه‌های قدیمی پرداخته شده‌است.

#### اتاق پذیرایی (سالن گاهنگاری)
این سالن محل کار، فعالیت‌های علمی و پذیرایی از مهمانان بوده‌است. در حال حاضر سعی بر آن شد با بخشی از آثار و اشیاء تاریخی مجموعه موزه مقدم، توالی و تسلسلی از آثار تاریخی ایران در این سالن به نمایش گذارده شود که نشانگر فرهنگ‌های گوناگون، در دوره‌های مختلف تاریخی هستند. آثاری چون: سفالینه‌ها، ابزارهای سنگی، مفرغینه‌ها، شیشه‌ها، مهرها، اثر مهرها، اشیاء فلزی و غیره.

#### حوضخانه

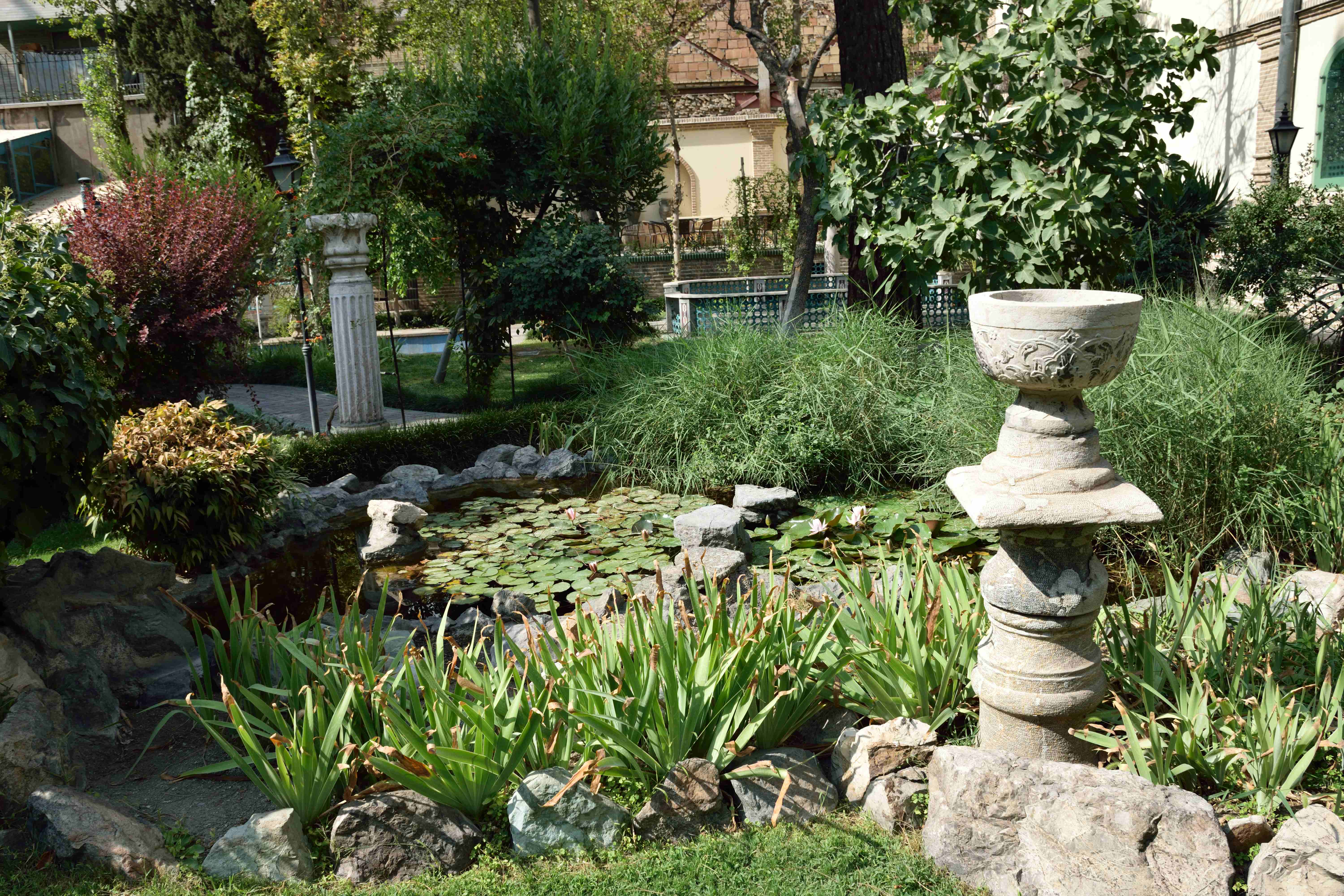

این زیرزمین در دوره مظفری (۱۳۲۴–۱۳۱۳ ه‍.ق) همزمان با احداث خانه توسط محمدتقی خان احتساب‌الملک ـ پدر محسن مقدم ـ بنا شده‌است. تزئینات دیوارهای حوضخانه ـ توسط استاد محسن مقدم ـ از کاشی و قطعات ظروف سفالین برگرفته از آثاری نفیس متعلق به سده‌های چهارم تا سیزدهم ه‍.ق است که سیر و تحول صنعت سفال و کاشی ایران را به نمایش می‌گذارد.

#### کارگاه (کتابخانه)
این محل در حقیقت کارگاه (آتلیه) محسن مقدم بوده‌است که در سال ۱۳۳۷ ه‍.ش ساخته شده‌است. در حال حاضر به منظور نگهداری از کتاب‌های دکتر مقدم و دیگر کتاب‌های مرتبط با باستان‌شناسی و هنر جهت استفاده پژوهشگران و عموم مردم، این محل تبدیل به کتابخانه شده‌است.

#### ساختمان اربابی (برج)

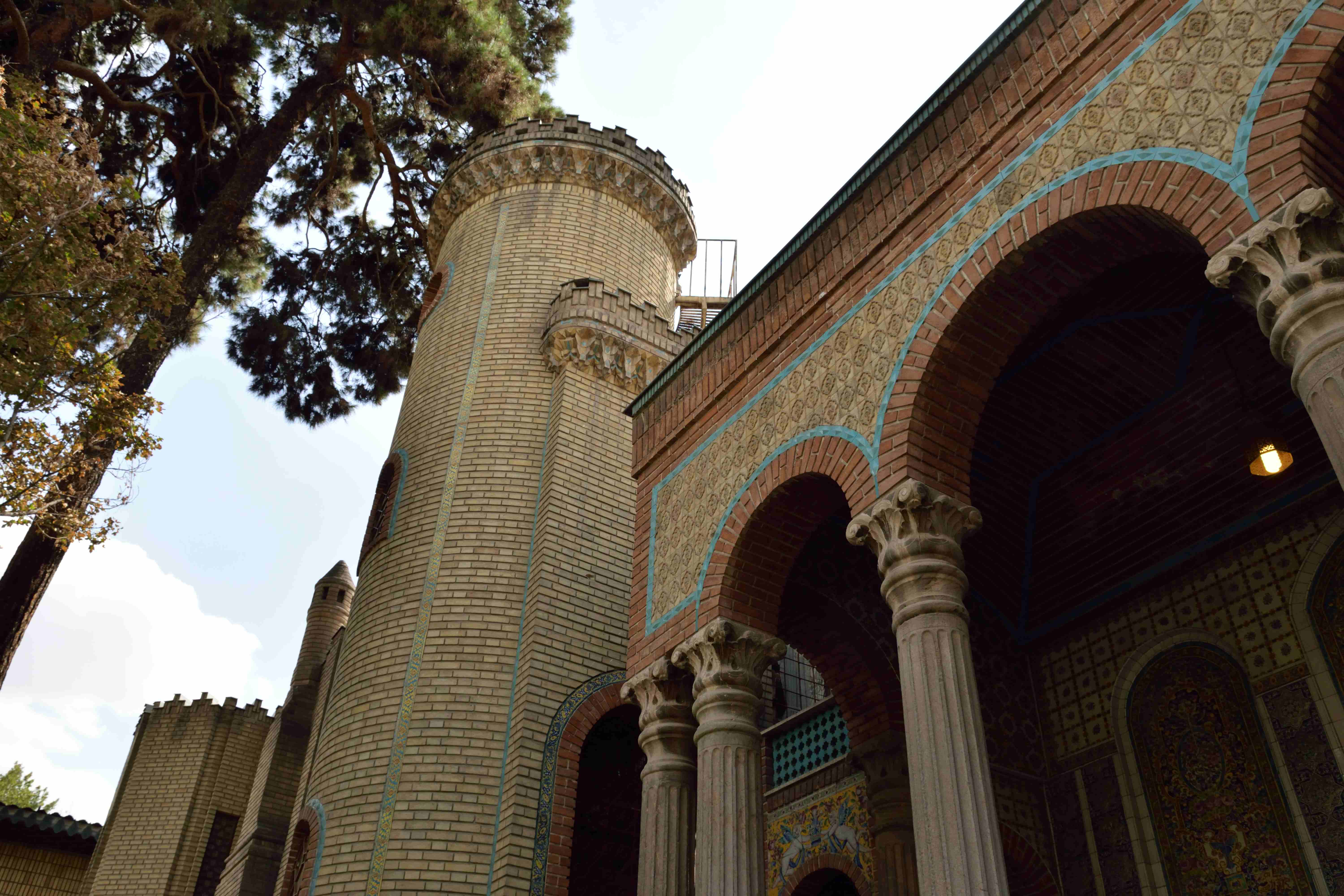

این ساختمان در زمان حیات دکتر محسن مقدم در سال ۱۳۴۵ ه‍.ش و با کمک دکتر ابوالقاسمی ـ یکی از شاگردان ایشان در دانشکده هنرهای زیبا دانشگاه تهران ـ به شکل قلعه‌های قرون وسطی اروپا ساخته شده‌است. دکتر مقدم سعی بر این داشته تا در این محل بخشی از هنرهای مردمی ایران را به نمایش بگذارد. این ساختمان بخش‌های مختلفی چون اتاق کدخدا، حمام کوچک و خانگی با کاشی‌های قاجاری با مضمون استحمام، اتاق صدف، اتاق تدخین و زیرزمین با تزیینات سفال را در بر می‌گیرد.

#### ایوان قاجار
دکتر مقدم در ضلع شمالی ساختمان اربابی (برج) ایوانی را بر پایه چند ستون و طاق ساخته‌است. این ایوان با استفاده از کاشی‌های دوران زندیه و قاجار مزین شده‌است. در وسط این ایوان حوضچه مرمری کوچکی متعلق به حمام فتحعلی شاه کار گذاشته شده‌است که آب از آن فوران کرده و از طریق یک جوی باریک به داخل استخر می‌ریزد. استخر مذکور که در حاشیه شمالی حیاط بیرونی واقع شده‌است در سال ۱۳۳۵ ه‍.ش در جریان سفر دکتر مقدم به اسپانیا، از روی استخر و آب‌نماهای باغ الحمرا (باغی از دوران صدر اسلام اسپانیا) الگو برداری و با استفاده از حوض یاد شده و تعدادی فواره قدیمی اجرا گردید.

#### گلخانه
در انتهای غربی ضلع شمالی خانه مقدم گلخانه‌ای مزین به کاشی‌های لعابدار قدیمی و آزاره‌های سنگی حجاری شده زیبا با مضمون گل و گیاه ایجاد شده‌است. همچنین درخت بالنگ که بسیار پربار هم هست در این گلخانه تا به امروز موجود هست.

#### دیوار تجدد
دو حیاط اندرونی و بیرونی با دیواری مرکب از چند عدد ستون مارپیچی و تعدادی طاق بر روی این ستون‌ها با تزئینات کاشی و پایه‌ستون‌های حجاری‌شده مشابه پایه‌ستون‌های کاخ چهل‌ستون اصفهان از همدیگر جدا می‌شوند. دکتر مقدم این پایه‌ستون‌ها را در هنگام تخریب کاخ خواهر ناصرالدین‌شاه به این محل انتقال داده‌است. دیوار تجدد توسط هوشنگ سیحون طراحی و اجرا شده‌است.

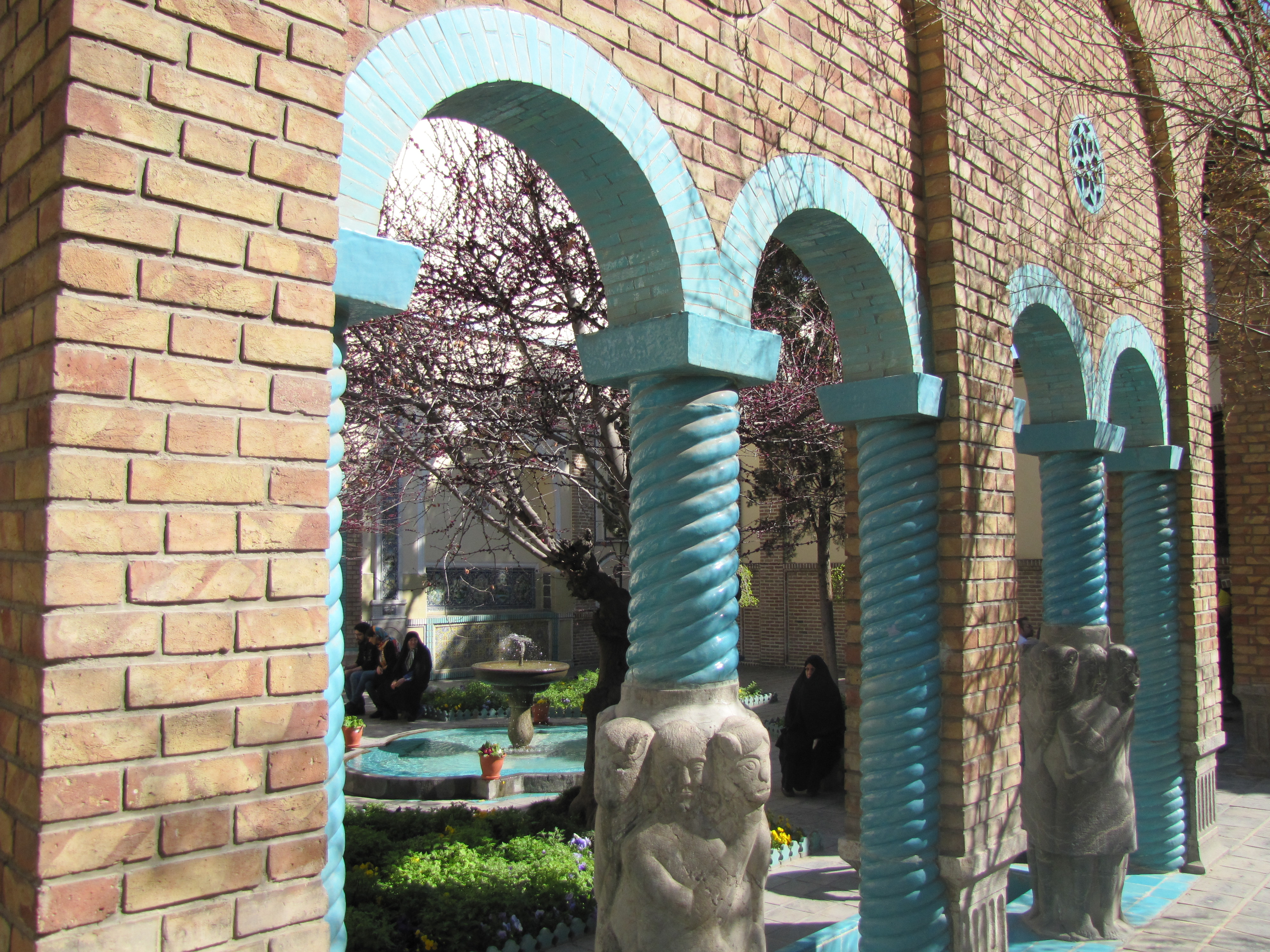
دیوار تجدد

#### حوض ژاپنی
محسن مقدم و همسرش در حیاط بیرونیِ باغچه و حوضی را با الهام از باغ‌های ژاپنی طراحی و اجرا کرده‌اند.

### اندرونی

#### زیرزمین
در دوران اولیهٔ احداث خانه مقدم از این محل به عنوان حمام و انباری استفاده می‌شده‌است که در زمان حیات دکتر مقدم کارایی خود را از دست می‌دهد و تبدیل به یک انبار می‌شود. در حال حاضر این محل بازسازی و مرمت شده‌است و به عنوان گنجینه آثار تاریخی موزه مورد استفاده قرار می‌گیرد.

#### ایوان
این ایوان با نمای بیرونی به شکل دو سنتوری با گچبری ایرانی و بر روی چهار ستون با گچبری کرنتی بر پا شده‌است. این ایوان با دو رشته پلکان مارپیچ از حیاط قابل دسترسی است و هنوز شکل قدیم خود را حفظ نموده‌است. تزیینات این محل توسط دکتر مقدم و با استفاده از کاشی‌های کوباچه (چند رنگ) صفوی، آینه کاری زندیه و قاجار و کاشی‌های معرق و خشتی قاجار و پهلوی اول صورت گرفته‌است.

#### اتاق قاجار (سالن زمستانی)

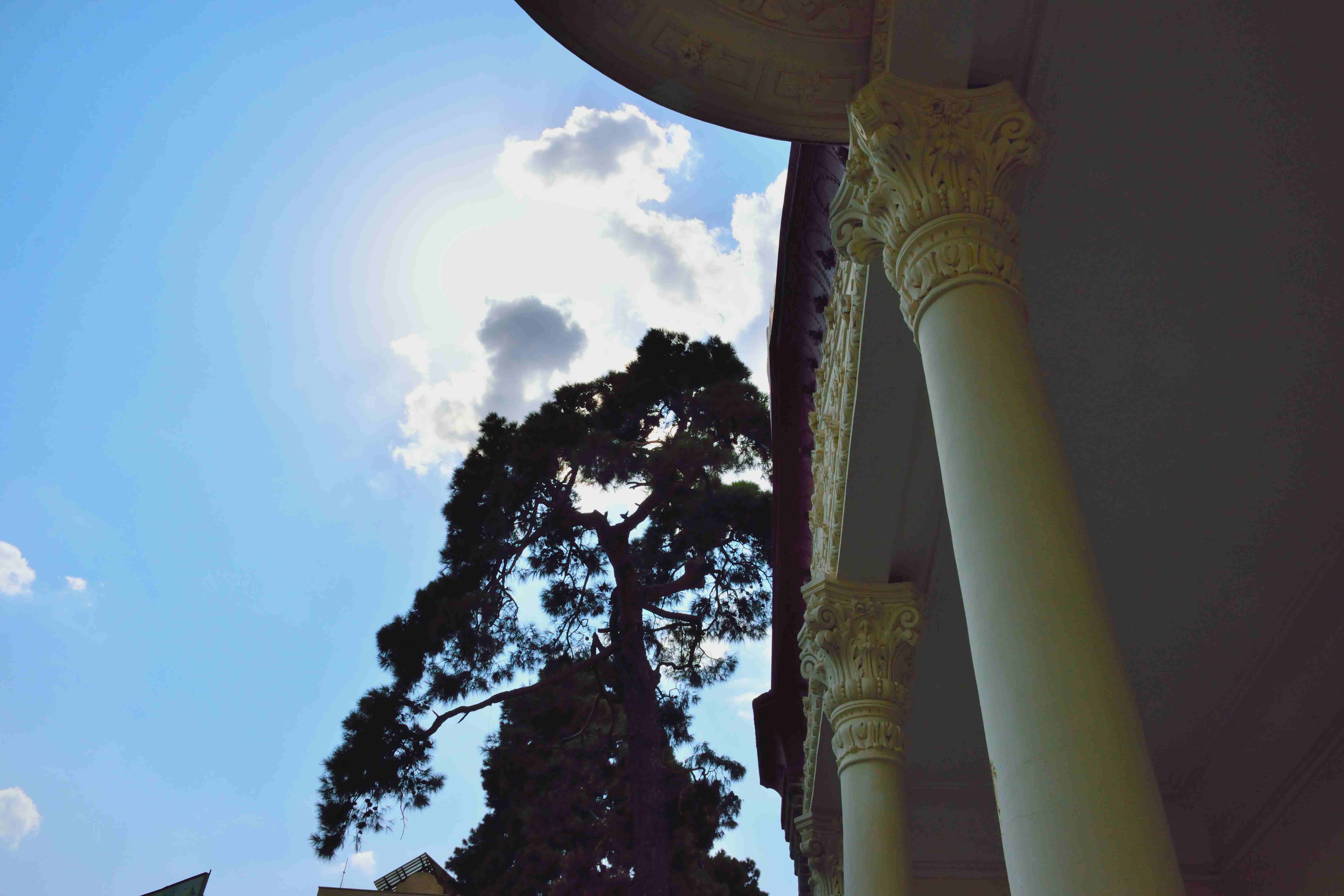

محسن مقدم این محل را با آثار ارزنده‌ای از دوران زندیه و قاجاریه چون: طاقچه گچبری زندیه از اصفهان، شومینه‌ای از قصر فیروزه ـ کاخ «فیروزه خانم» سوگلی ناصرالدین شاه ـ و غیره تزئین نموده‌است و به همین دلیل آن را اتاق قاجار نامیدند. در حال حاضر نیز آثاری از دوران قاجار و پهلوی در این اتاق به نمایش گذارده شده‌است.

#### اتاق نشیمن
این اتاق محل اصلی زندگی و به عبارتی اتاق نشیمن و زندگی محسن مقدم و همسرش بوده‌است. تعدادی قلمدان، جعبه و گنجفه‌های (کارت‌های بازی) پاپیه ماشه و نیز نقاشی‌هایی که توسط مقدم کشیده شده به نمایش درآمده‌است.

#### ضلع شرقی
این ضلع شامل یک دیوار محوطه است. آن‌گونه که عکس‌های قدیمیِ موزهٔ مقدم نشان می‌دهند، مقدم این دیوار را در مراحل مختلف با کاشی‌ها و ظروف قاجاری آراسته و در وسط این دیوار نیز به زیبایی، طاق‌نمایی طراحی و اجرا شده‌است.

#### حیاط
این حیاط توسط محسن مقدم و همسرش، با الهام از طرح فرش‌های دوران صفوی و قاجار، با محوریت حوض در وسط و باغچه‌های پیرامونی طراحی شده‌است.

### سرایداری
از این حیاط در ابتدا به عنوان مطبخ و محل سکونت مستخدمان و سرایداران استفاده می‌شد. این بخش از موزه که در قسمت جنوب‌شرقی آن واقع شده، به علت فرسودگی بیش از حد با اندکی تغییر، مرمت و بازسازی، در حال حاضر به عنوان بخش اداریِ موزه مورد استفاده قرار می‌گیرد.

## نگارخانه

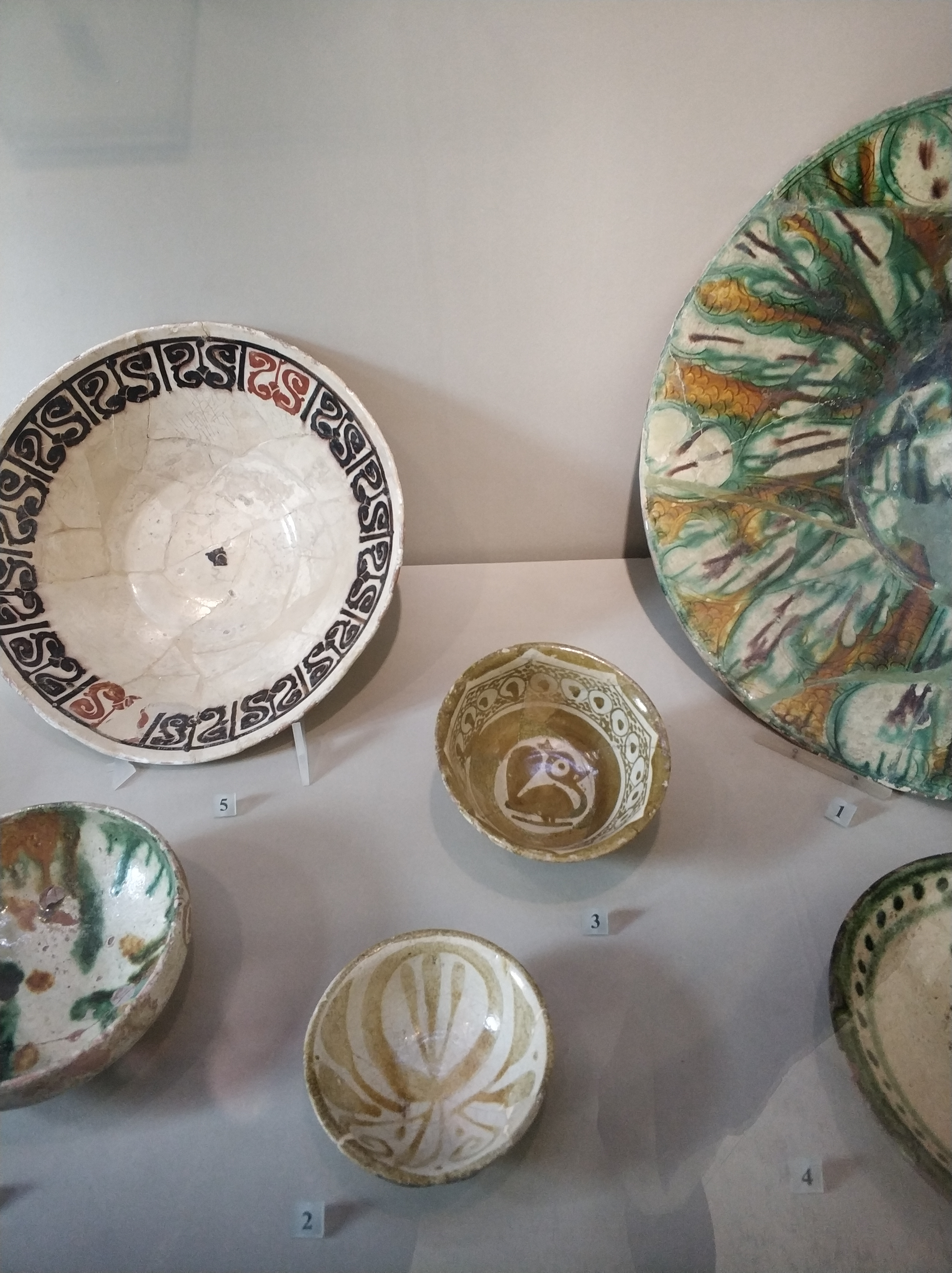
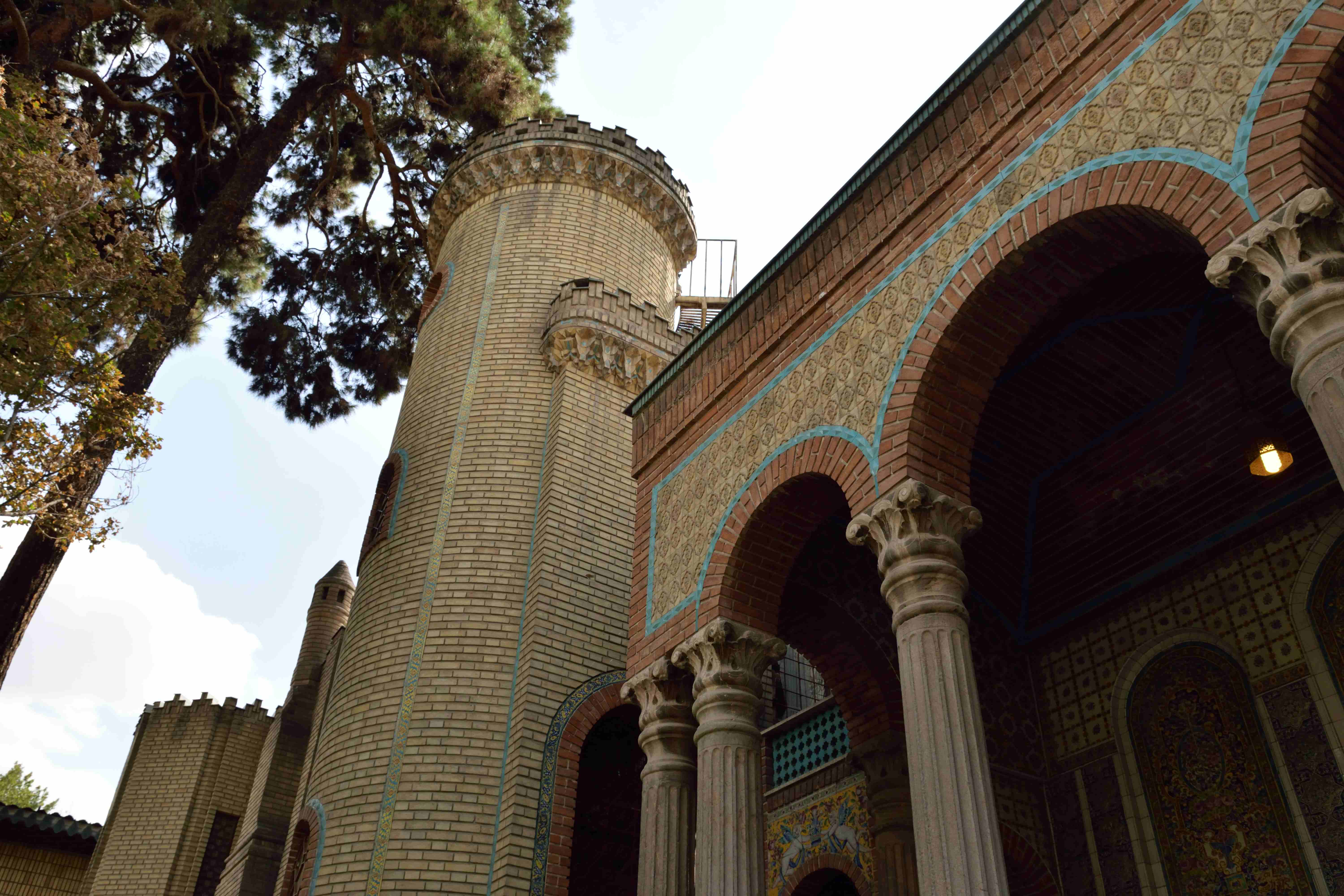
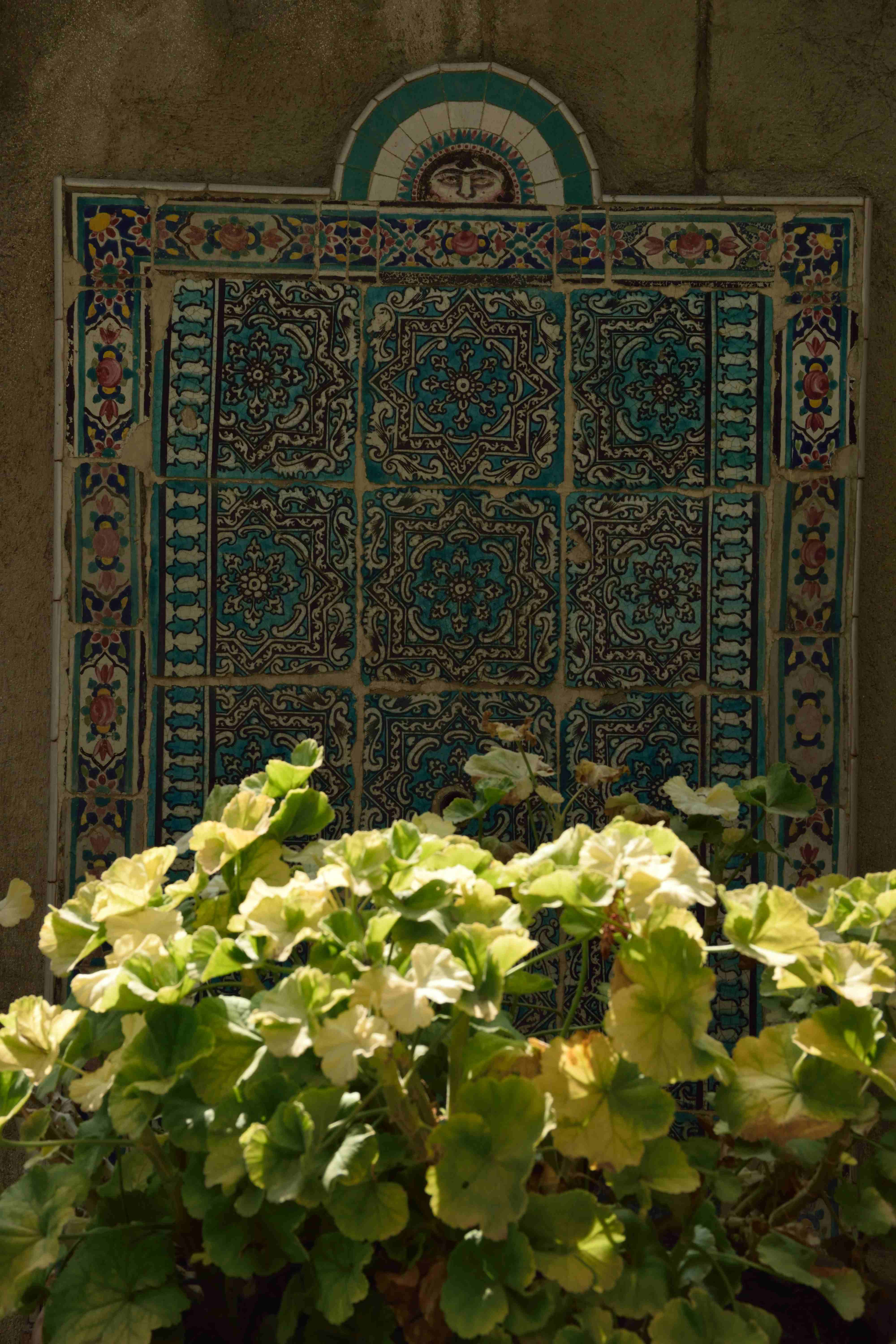
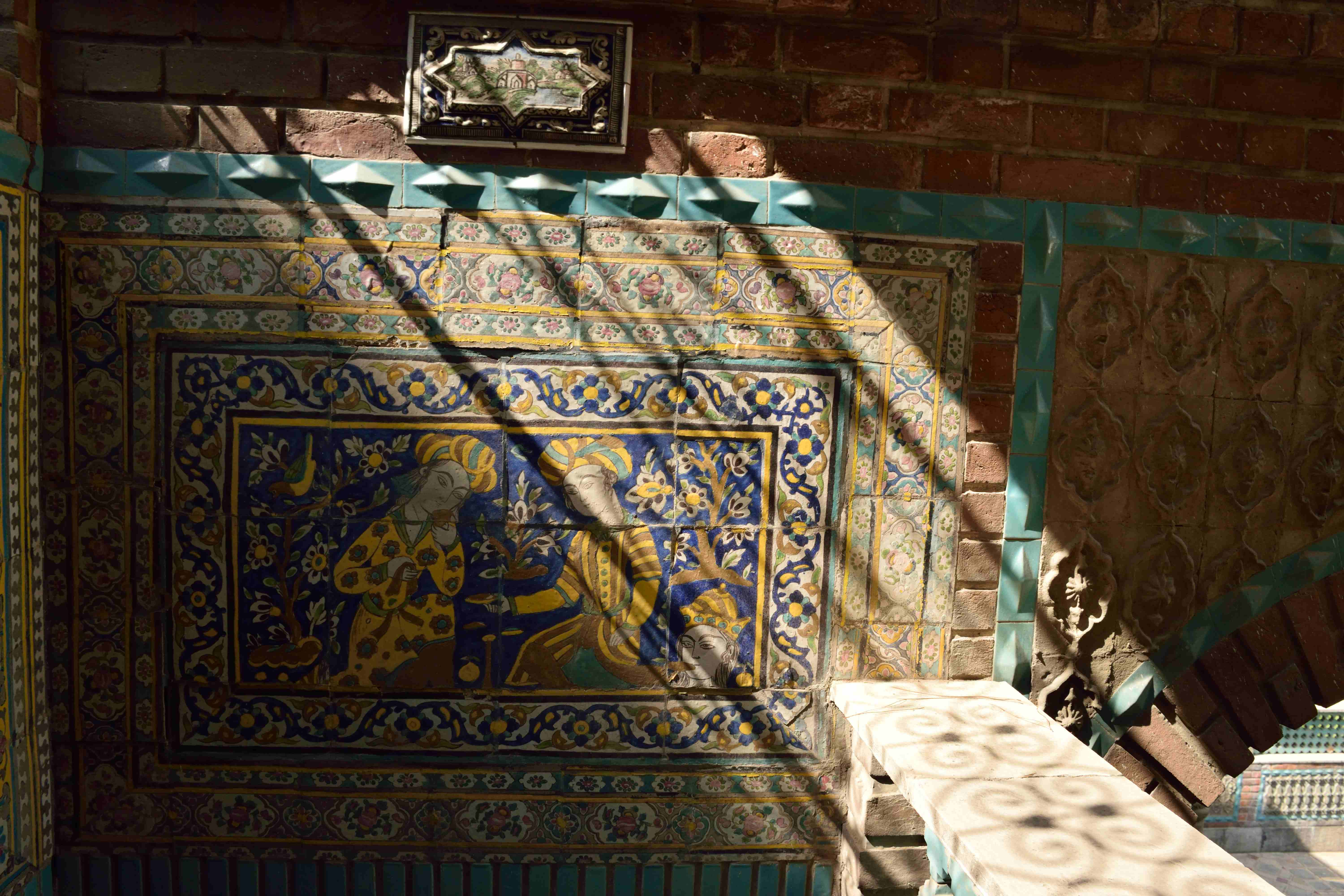
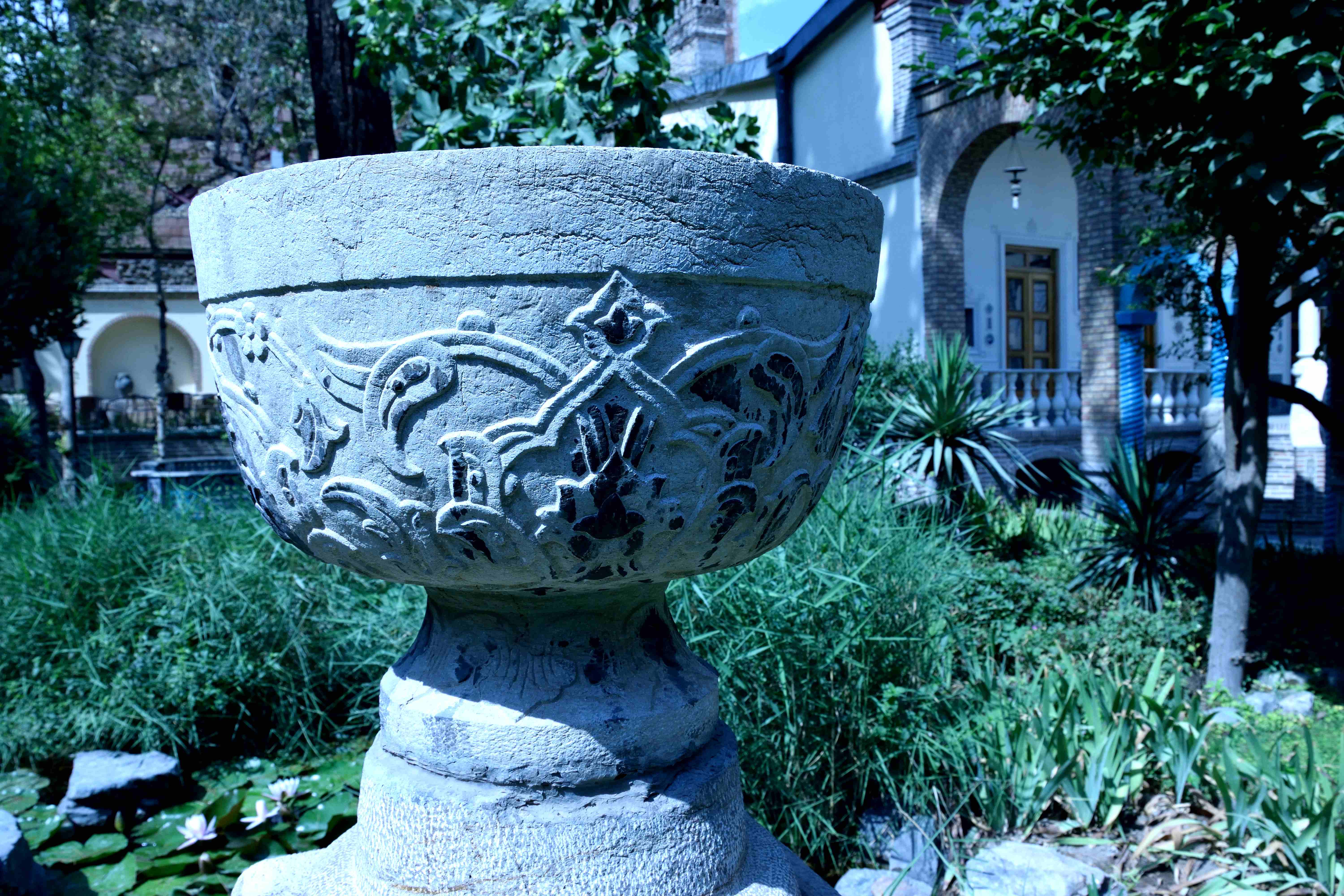
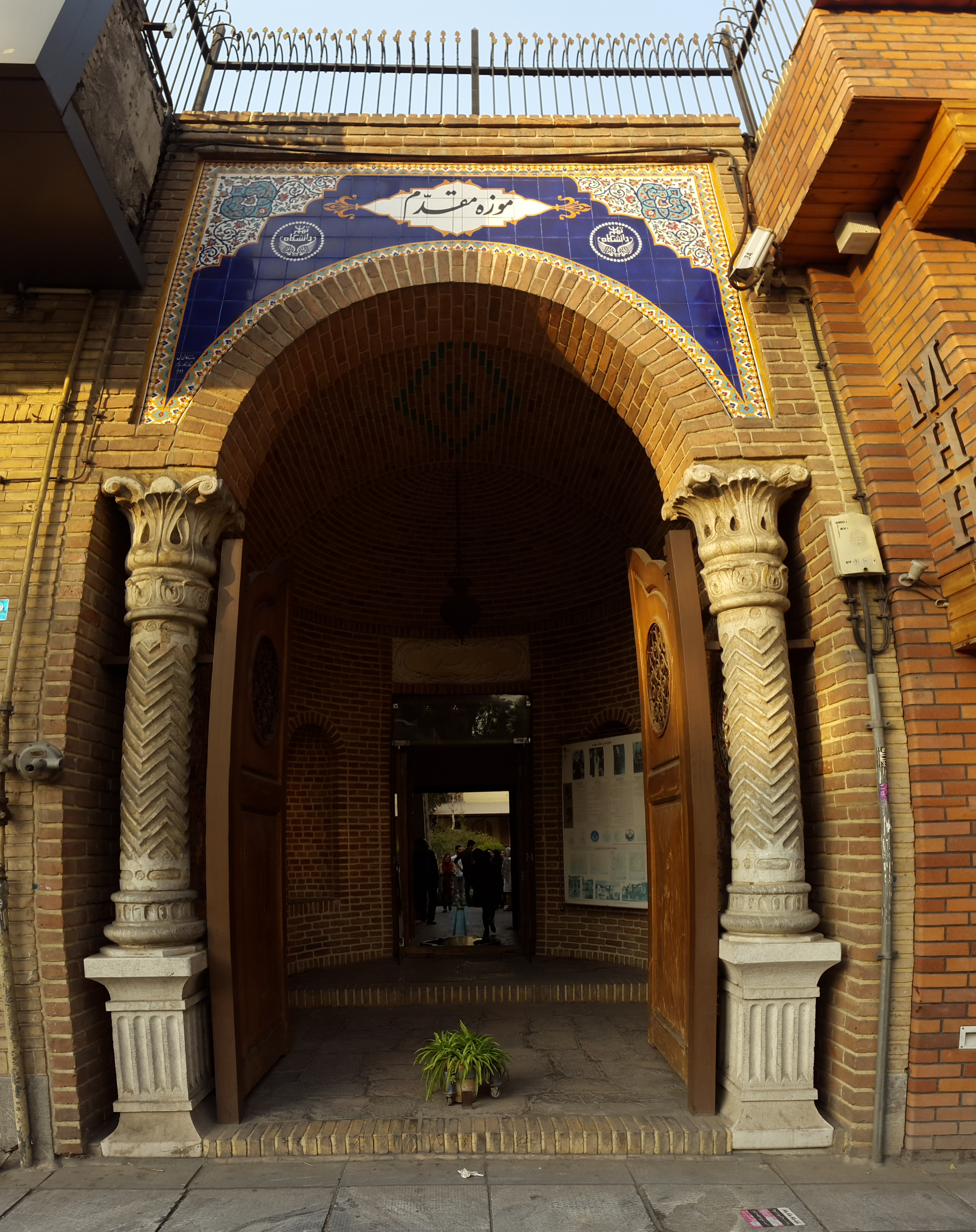
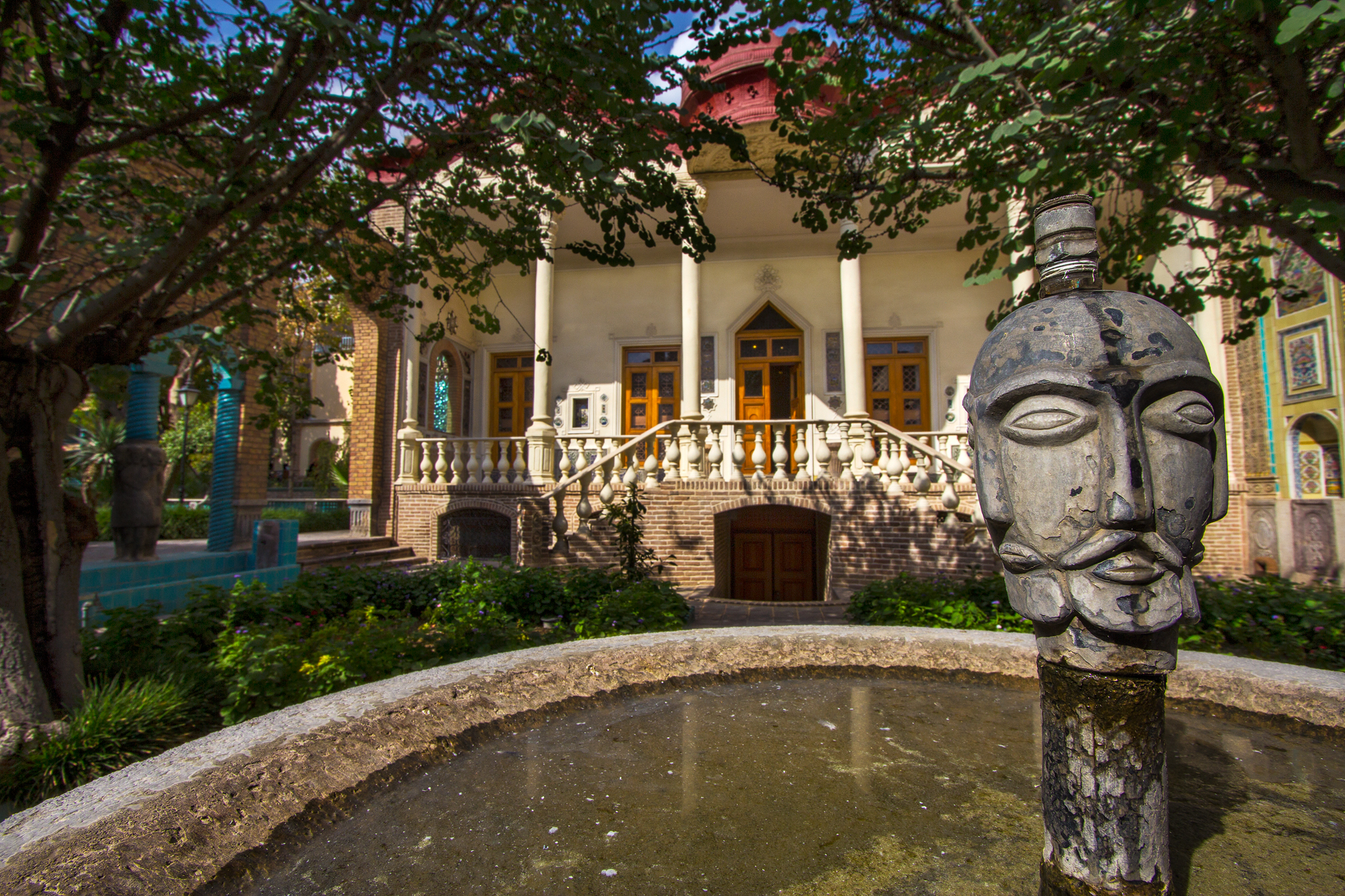
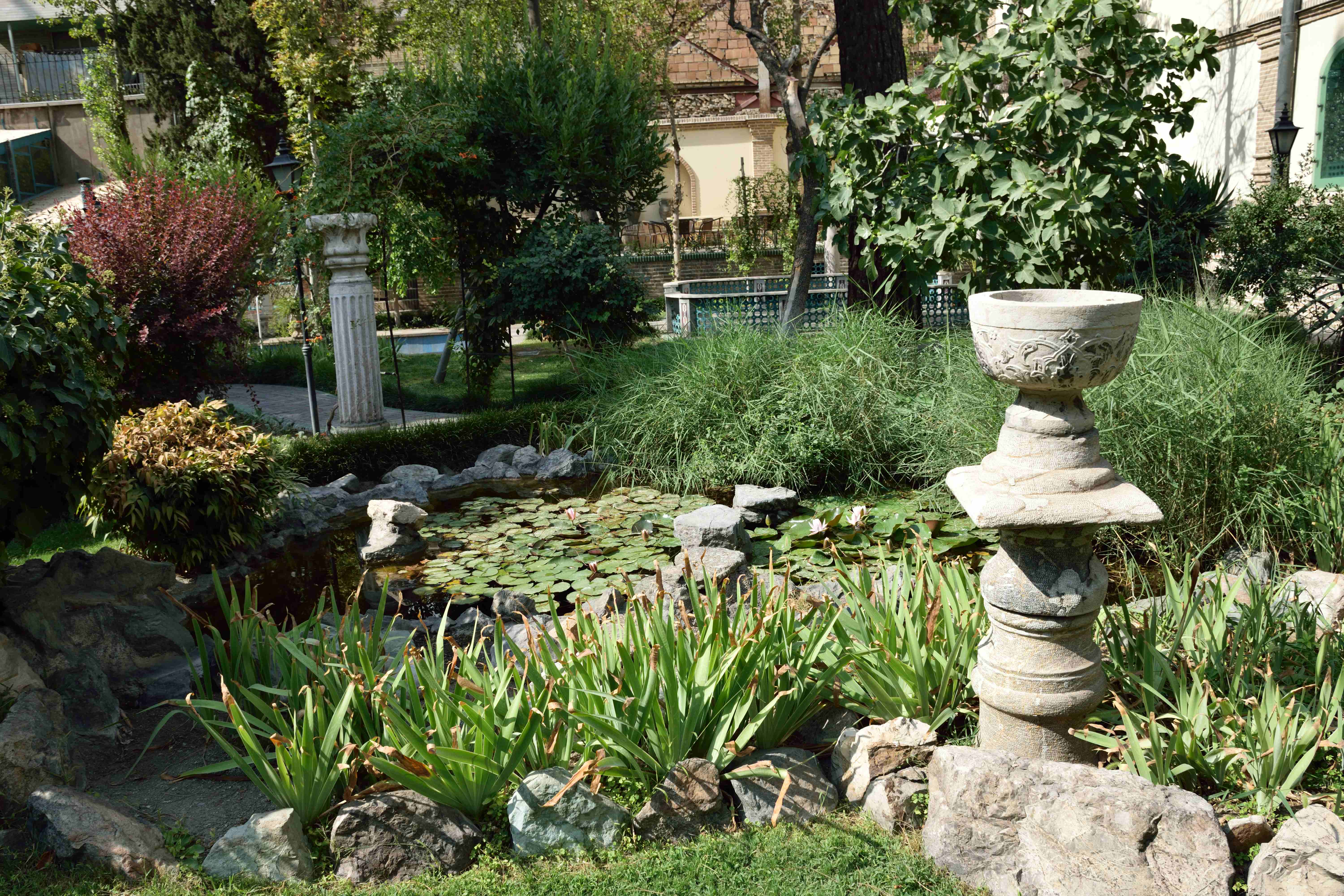
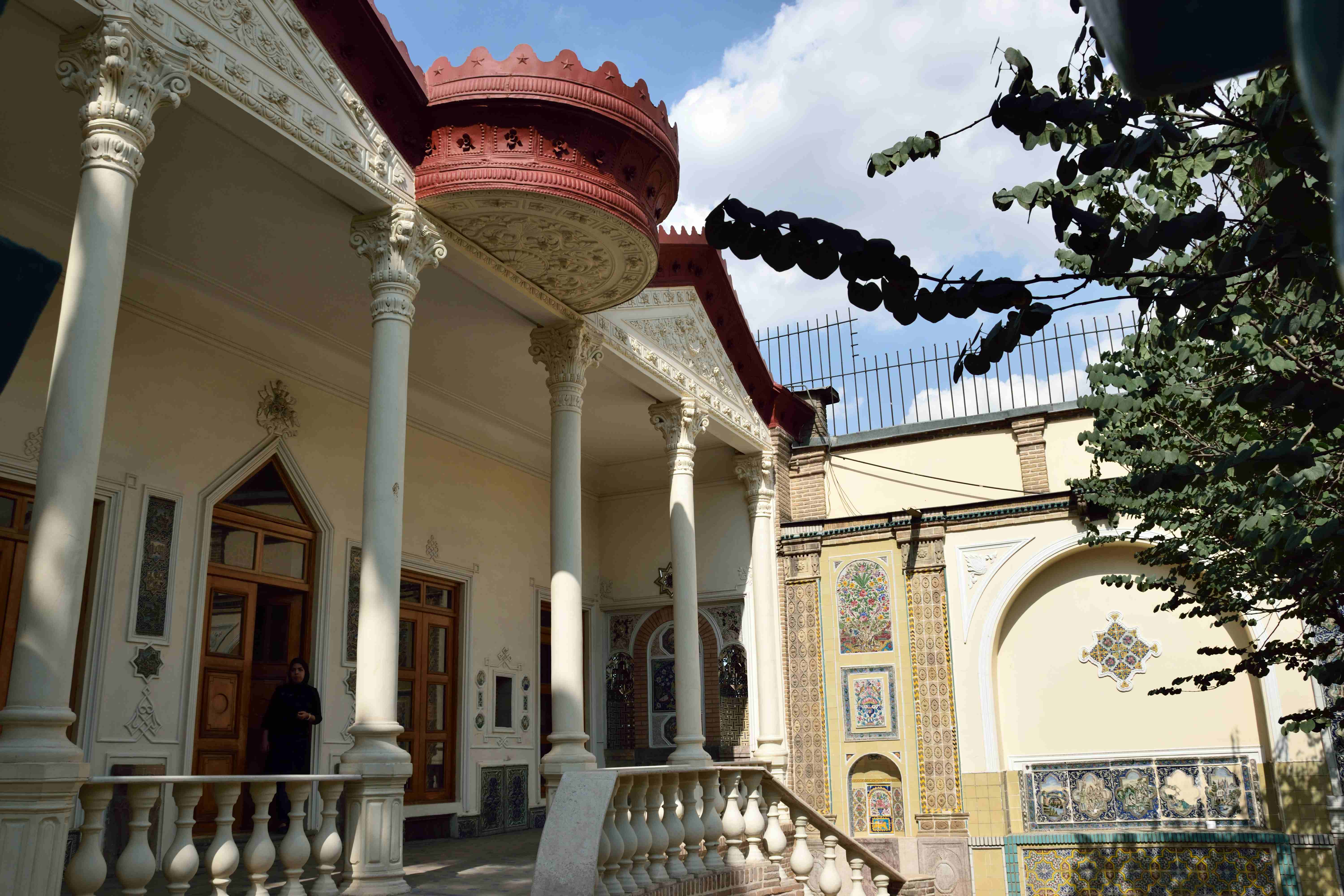

## نشانی
تهران، خ امام خمینی، بعد از خیابان شیخ هادی، جنب بانک ملت، پلاک ۲۵۱
تلفن: ۶۶۴۶۳۱۴۴

## ساعات بازدید
همه روزه بجز تعطیلات رسمی و دوشنبه‌ها از ساعت ۱۰ صبح تا ۱۷